# IC 3575
IC 3575 је елиптична галаксија у сазвјежђу Береникина коса која се налази на листи објеката дубоког неба у Индекс каталогу.
Деклинација објекта је + 13° 44' 50" а ректасцензија 12h 36m 32,4s. Привидна величина (магнитуда) објекта IC 3575 износи 16,3 а фотографска магнитуда 17,3. IC 3575 је још познат и под ознакама VCC 1674, PGC 42062.